# NINTENDO 64のアクセサリー
NINTENDO 64のアクセサリー（ニンテンドウろくじゅうよんのアクセサリー）は、任天堂の純正ハードウェア、およびサードパーティー製ハードウェア（ライセンス品と非ライセンス品）が含まれる。任天堂の純正アクセサリーは、主にシステムを拡張する変革的な製品である。64DDは、フロッピーディスクドライブ、映像キャプチャおよび編集機能、ゲーム制作機能、ウェブブラウザ、オンラインサービスを備えたインターネットマルチメディアプラットフォームである。NINTENDO 64 コントローラとそのストレージや振動フィードバック用拡張機器、グラフィックやゲームプレイを大幅に向上させるRAM拡張用のエキスパンションパックなども含まれる。サードパーティー製アクセサリーには、任天堂の依頼を受けてSGIやSN Systemsによって開発されたゲーム開発者向けの重要なツール、非ライセンスのオンラインサービスであるSharkWire、さらに純正品の安価な代替品が含まれる。第5世代のビデオゲーム機市場において、NINTENDO 64は1996年から2002年まで市場寿命を持っていた。

## 純正品
純正のNINTENDO 64のアクセサリーには、「NUS」（「Nintendo Ultra Sixty-four」の略）で始まる製品コードが付けられている。

### コントローラ

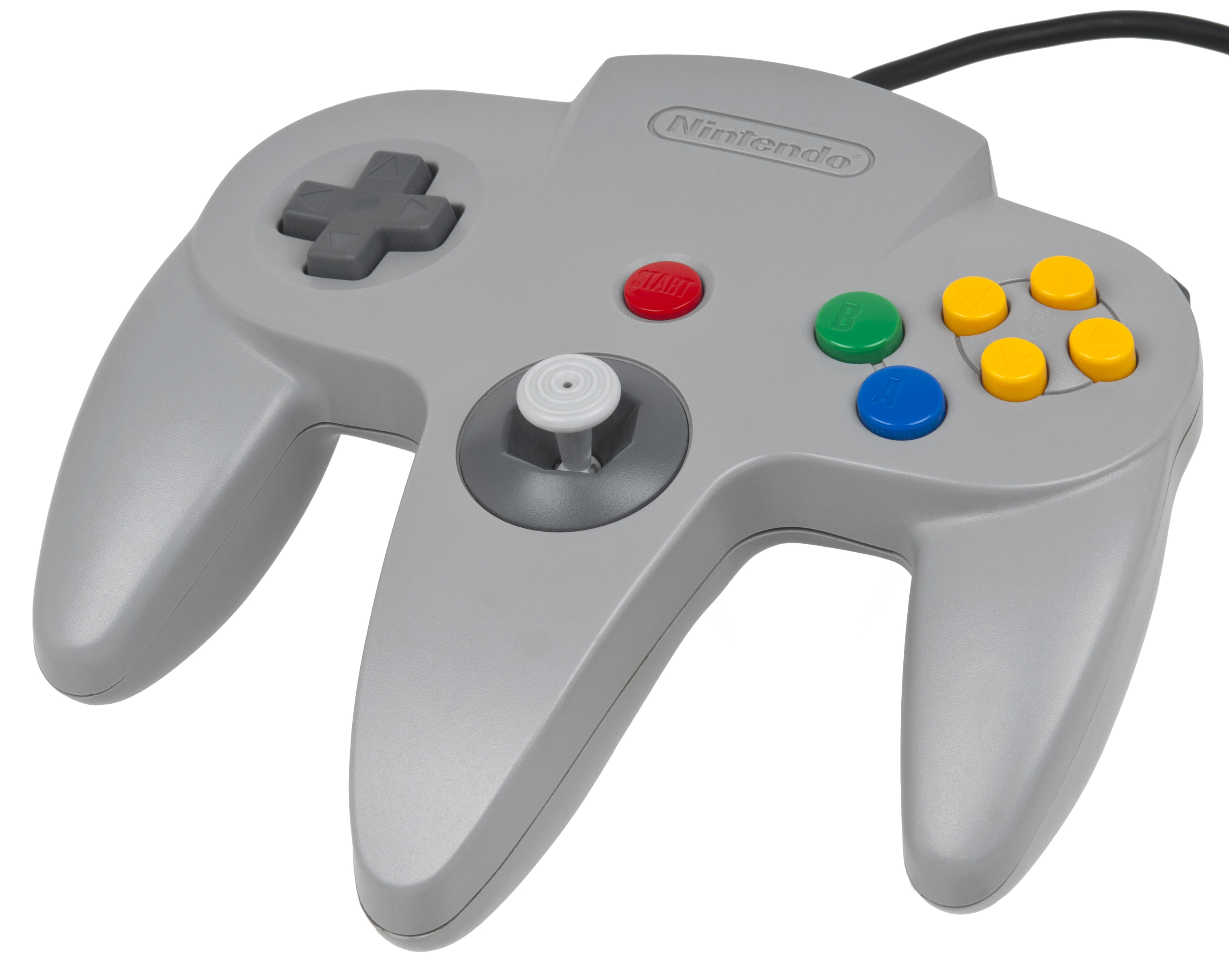
グレーのNINTENDO 64 コントローラ

NINTENDO 64 コントローラ（NUS-005）は、「M」字型のコントローラであり、10個のボタン（A、B、C上、C下、C左、C右、Lトリガー、Rトリガー、Zトリガー、スタート）、中央にアナログスティック、左側にデジタル方向パッドを備えている。また、背面にはシステムのさまざまなアクセサリー用の拡張ポートがある。初期にはグレー、黄色、緑、赤、青、紫、黒の7色で販売され、後にこれらの色の半透明バージョン（グレーを除く）も発売された。

### コントローラパック

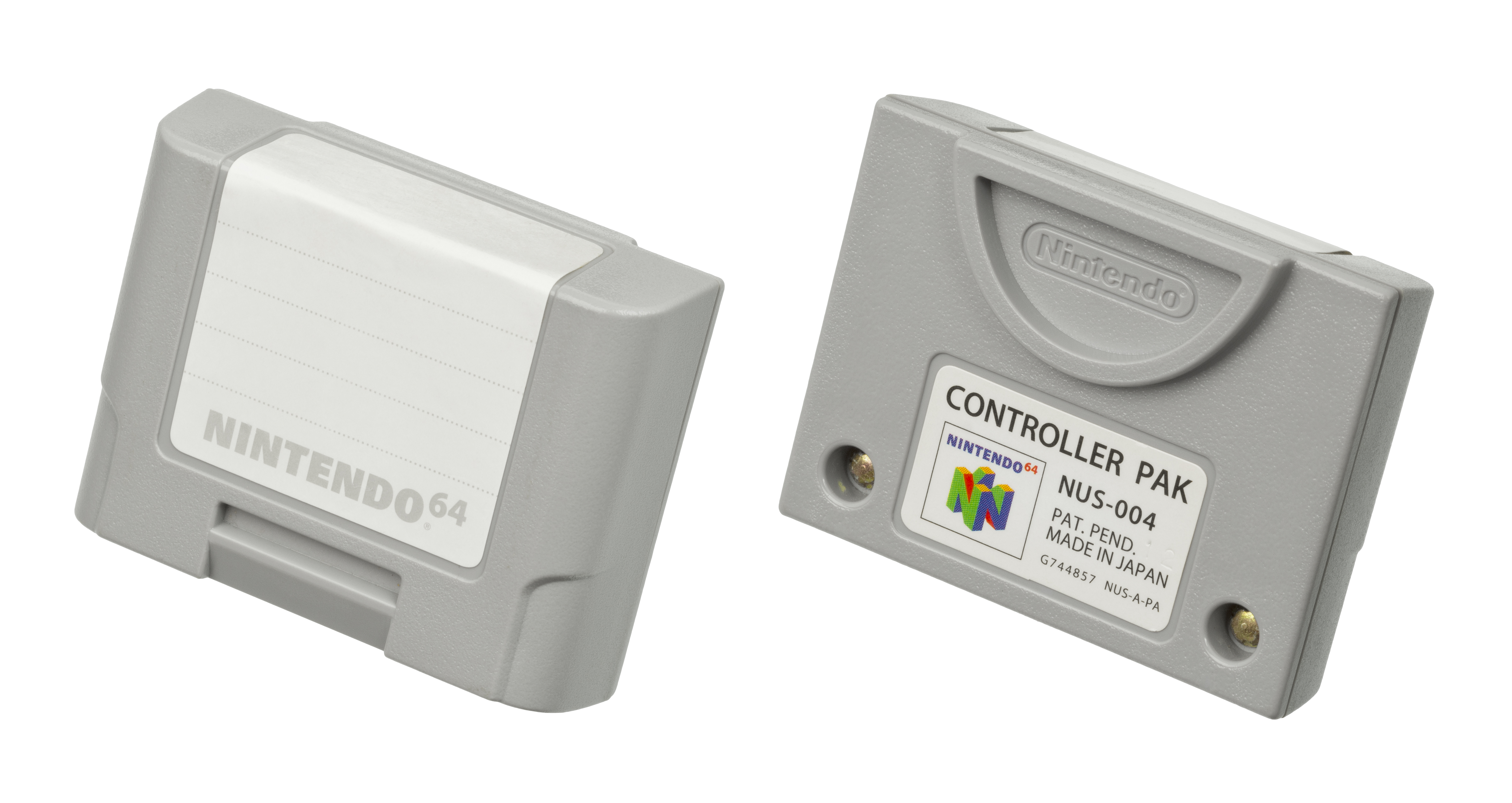
コントローラパック

コントローラパック（NUS-004）は、本体のメモリーカードである。これはPlayStationやゲームキューブのメモリーカードに相当するものである。対応するゲームでは、コントローラパックをNINTENDO 64 コントローラの背面に差し込むことで（振動パックや64GBパックも同様）、プレイヤーデータを保存できる。コントローラパックは、ゲームカートリッジのデータを転送できないため、NINTENDO 64所有者間でのデータ交換のために販売された。
任天堂の初期モデルには256キロビット（32 KB）のバッテリーバックアップ付きSRAMが搭載され、123ページに分割され、保存ファイルは16個に制限されているが、サードパーティのモデルはさらに多くのメモリを持ち、256キロビットの4つのメモリバンクを選択できるものが多い。ゲームによっては異なるページ数を占有し、カード全体を使用する場合もある。電源には一般的なCR2032バッテリーを使用している。
発売当初、コントローラパックは初期のゲームで役立つものであり、必要不可欠でもあった。時間が経つにつれて、コントローラパックの人気は、いくつかのカートリッジに内蔵されたバッテリーバックアップ付きSRAMやEEPROMの利便性に押されて低下した。NINTENDO 64 ゲームパック形式は対応するカートリッジにデータを保存することも可能であるため、ファーストパーティーおよびセカンドパーティーのゲームでコントローラパックを使用するものは少ない。ほとんどはサードパーティー開発者によるものである。これは、カートリッジに自己完結型データを含めることで生じる製造および小売コストの増加に起因する可能性が高い。
一部のゲームでは、カートリッジに収めるには大きすぎるオプションデータを保存するためにコントローラパックを使用している。例えば、「マリオカート64」はゴーストデータを保存するために123ページ中121ページを使用している、「インターナショナル・スーパースターサッカー64」はカートリッジ全体をセーブデータに充てている。「トニー・ホークス・プロ・スケーター」では11ページを使用している。「クエスト64」や「がんばれゴエモン」は、セーブデータを保存するためにコントローラパックを専用に使用している。「日本のみで発売されたゲーム『どうぶつの森』」では、コントローラパックを使用して他の町を訪れることができる。「どうぶつの森」はまた、コントローラパックに保存されたファミコンゲームをプレイする機能も持っていた。この第二の使い方は知られていなかったが、限定的な販売でしか提供されず、「アイスクライマー」が雑誌のプレゼントとして配布された1つだけだった。
1996年のクリスマスのショッピングシーズン後の発表で、「ネクスト・ジェネレーション」誌は、「利用できるゲームがなかったにもかかわらず19.99ドルで売られているメモリーパックカートリッジの販売が驚くほど伸びた」と報じた。

### ターミネータパック

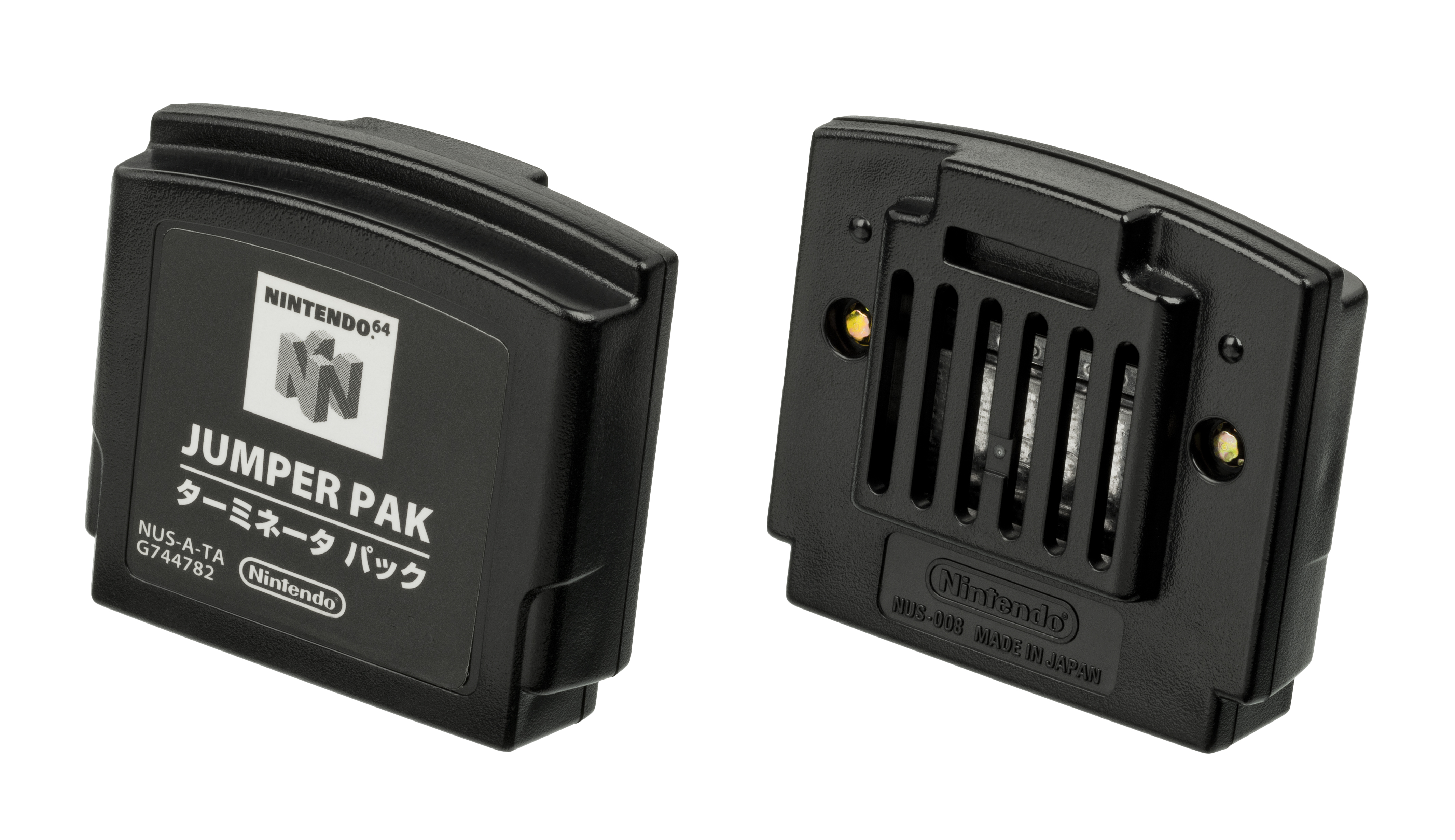
ターミネーターパック

ターミネータパック（NUS-008、ジャンパパック）は、コンソールのメモリ拡張ポートに接続するフィラーである。ターミネータパックは、エキスパンションパックがない場合にRambusバスを終端する以外の機能的な目的は持たない。これは、ユーザーがアップグレードするまで未使用のRIMMソケットを埋めるRambusマザーボードにおける連続性RIMMと機能的に同等である。ほとんどのNINTENDO 64コンソールにはターミネータパックが標準で装着されて出荷された。交換用のターミネータパックは店舗で個別販売されず、任天堂のオンラインストアでのみ注文可能であった。ターミネータパックかエキスパンションパックが装着されていない場合、システムは起動しない。

### メモリー拡張パック

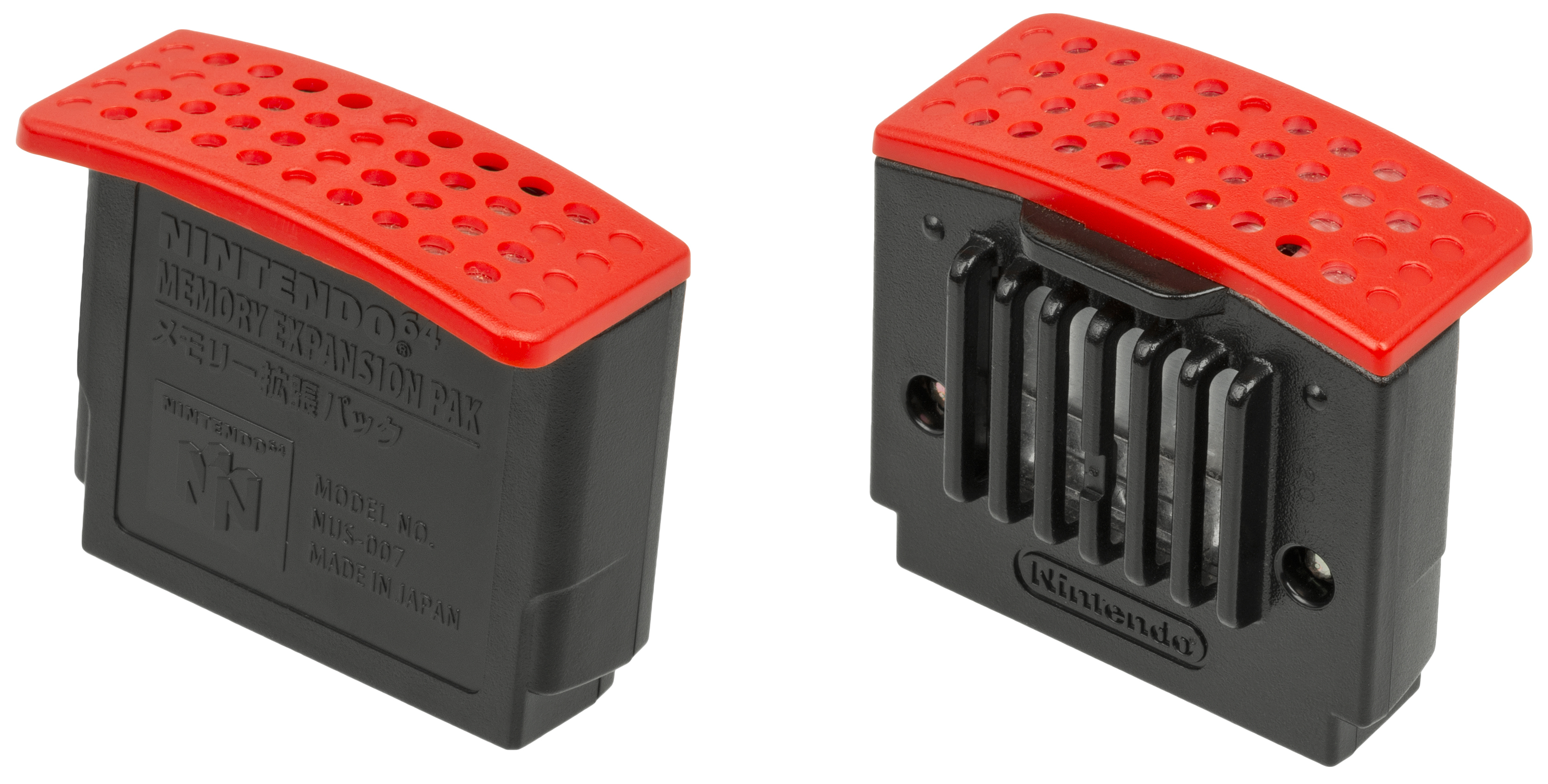
4MBメモリ拡張パック

メモリー拡張パック（NUS-007）は、4MB（メガバイト）のランダムアクセスメモリ（RAM）で構成されている（これはゲーム機のマザーボード上にあるRAMと同じRDRAMである）。これにより、ゲーム機のRAMが4MBから8MBの連続したメインメモリに増加する。メモリー拡張パックはゲーム機本体の上部にあるポートに装着され、単なるRambus終端器である既設のターミネーターパックを置き換える。元々は64DDディスクドライブの大型マルチメディア作業用アプリケーション向けに設計されていたが、メモリー拡張パックは1998年第4四半期に個別に発売され、その後1999年12月に日本で遅れて発売された64DDと同梱された。  
メモリー拡張パックは「ドンキーコング64」と同梱されており、日本ではさらに「ゼルダの伝説 ムジュラの仮面」および「パーフェクトダーク」とも同梱されていた。
全ての任天堂製拡張パックには、元のジャンパパックを取り外すための「取り外しツール」（NUS-012）が付属していた。  
ゲーム開発者たちは、増加したメモリを利用して視覚的な魅力を高める方法を見つけた。拡張パックは「ドンキーコング64」および「ムジュラの仮面」を動作させるために必須である。「パーフェクトダーク」は拡張パックがなければコンテンツにアクセスできず、シングルプレイヤーキャンペーンも含めて約35%のゲームしか遊べないとパッケージに記載されている。全ての64DDソフトウェアに対応している。『スターキャフト64』では、PC版からの「ブルードウォー」アドオンからのステージをアンロックするために必要である。「Quake II」では、拡張パックを使用するとより高いカラーデプスと高性能が得られるが、解像度は高くならない。「悪魔城ドラキュラ黙示録外伝 LEGEND OF CORNELL」や「インディ・ジョーンズ アンド ザ インフェルナル マシーン」のような多くのゲームでは、拡張パックは追加フレームバッファメモリとして使用され、高解像度（通常はインターレース）モードオプションを有効にすることができるが、その際にはパフォーマンスコストが生じることが多い。このような拡張パックの使用は、実装の容易さや、主に標準ゲーム機を対象としたゲームが多いためである。追加のRDRAMは、コンソールのテクスチャキャッシュの小ささのような他のボトルネックを回避するために簡単には利用できないためである。
IGNは、任天堂が拡張パックを発売・サポートするにあたって業界的に用いた方法について、強い影響力を持つアクセサリーを「即座に、そして目に見える形」で提供したことを称賛した。ただし、ほとんどの場合その効果はオプションである。
「スペースステーション シリコンバレー」の初期のNTSCリリース版は、拡張パックが装着されている場合、特定の場所でゲームがクラッシュする可能性がある。

### 振動パック

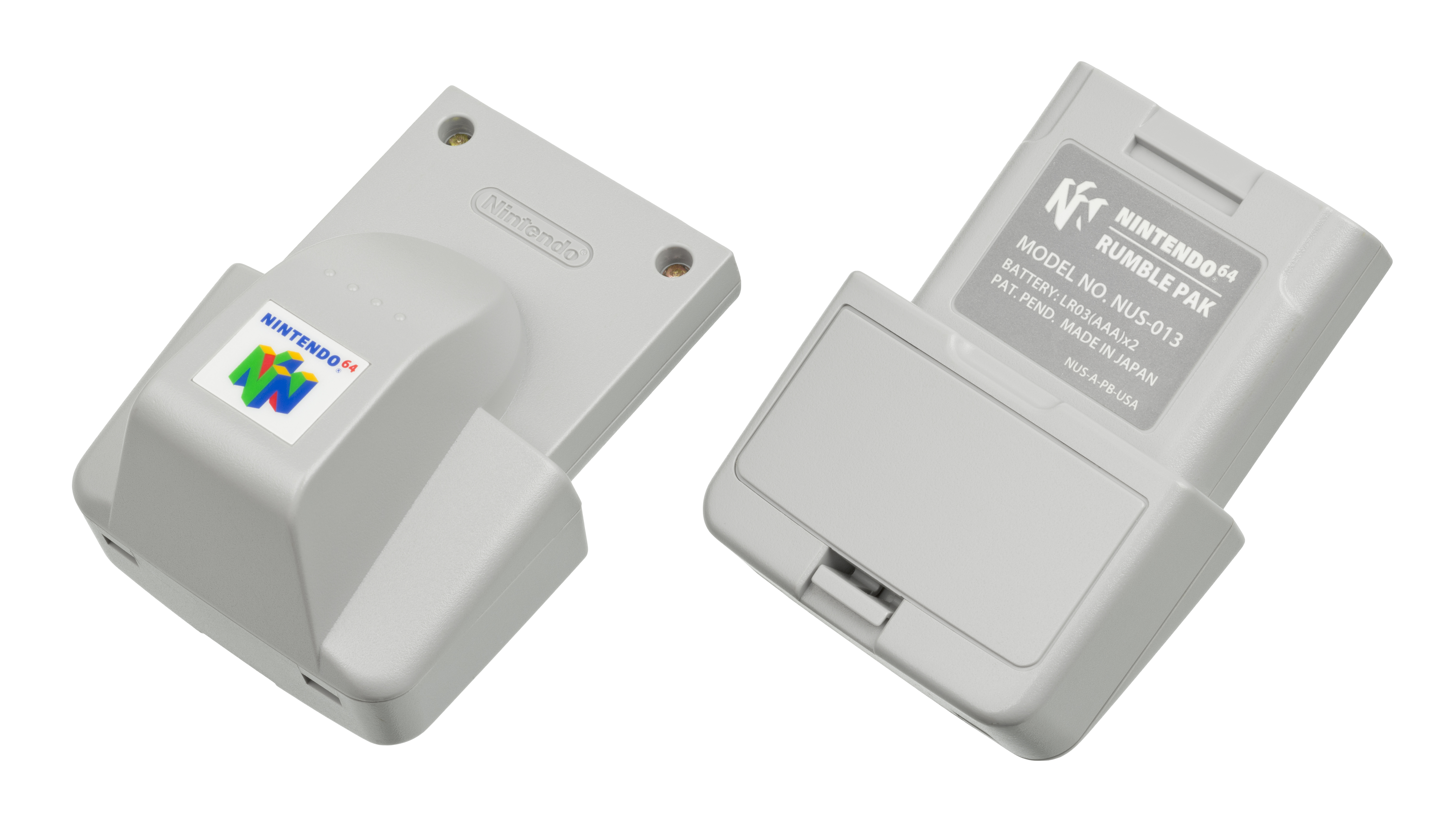
振動パック

振動パック（NUS-013）は、振動による触覚フィードバックを提供するアクセサリーである。2本のAAA電池で動作し、コントローラの拡張ポートに接続される。1997年に発売され、新作ゲーム「スターフォックス64」と同梱されて販売された。

### 64GBパック
64GBパック（NUS-019）は、対応するNINTENDO 64のゲームとゲームボーイまたはゲームボーイカラーのゲーム間でデータを転送するためにコントローラに接続するアクセサリーである。1998年8月に日本でゲーム「ポケットモンスター スタジアム」と同梱で発売され、北米およびヨーロッパではそれぞれ2000年2月と4月に「ポケモンスタジアム」と同梱で発売された。

### Wide-Boy64

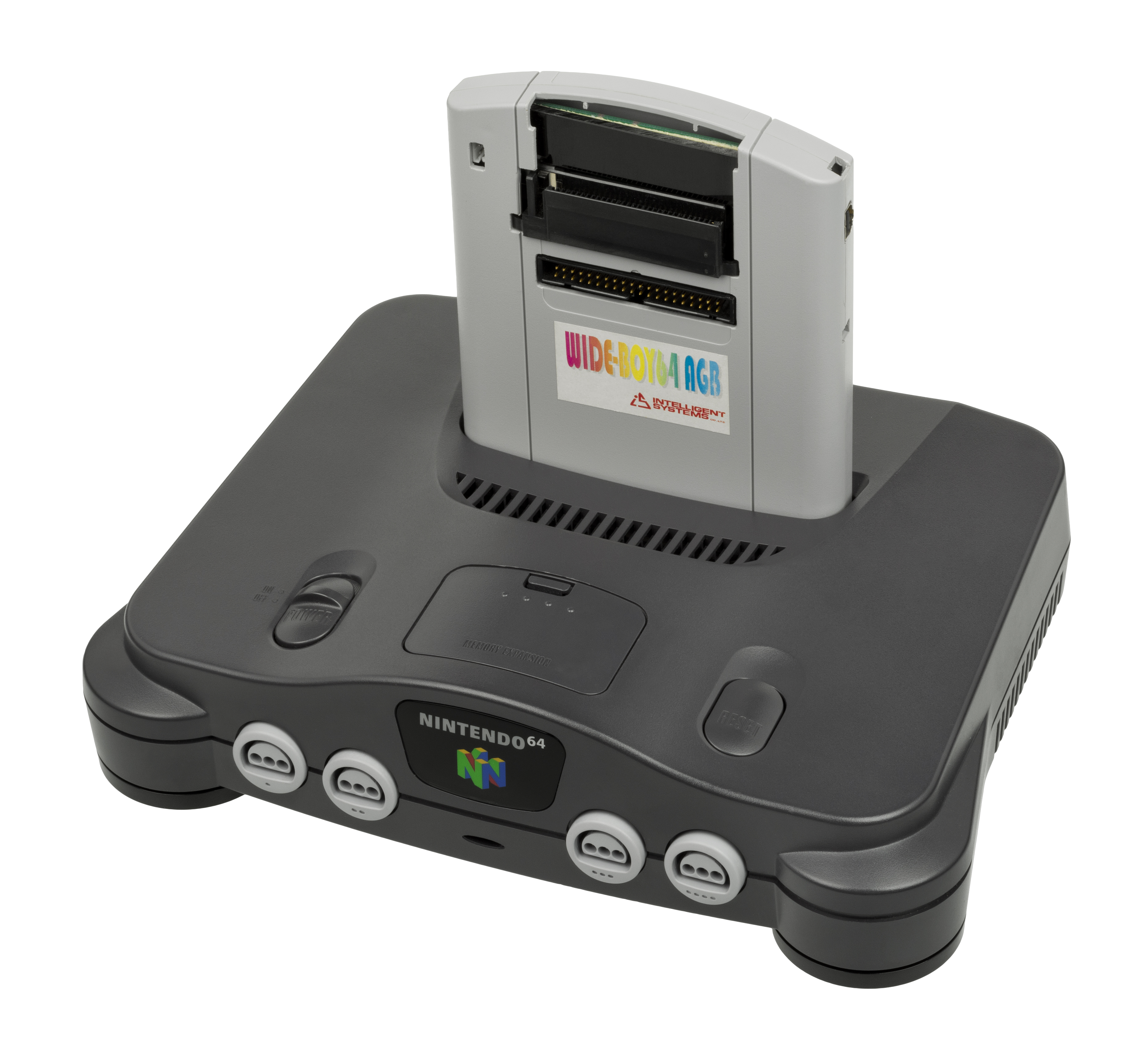
Wide-Boy64 AGB 最終バージョンであり、ゲームボーイアドバンスのゲームをプレイ可能

インテリジェントシステムズによって開発されたWide-Boy64は、スーパーゲームボーイに似たアダプターシリーズであり、ゲームボーイのゲームをプレイすることができる。Wide-Boy64は一般消費者向けには小売販売されず、開発者やゲーム報道機関のみが購入可能であった。任天堂から直接購入でき、その価格はUS$1,400(2023年時点の約$2,561と同等)であった。ゲーム報道機関は、スクリーンショットをより簡単にキャプチャするためにこのデバイスを使用した。スーパーゲームボーイやゲームボーイプレーヤーと同様に、ゲーム画面は携帯型システムの外観を模倣したテンプレートで囲まれている。  
Wide-Boy64のカートリッジには内部にゲームボーイのハードウェアが含まれており、システムがエミュレーター経由ではなくネイティブでゲームを動作させることができる。Wide-Boy64には主に2つの主要バージョンが存在する。「CGB」モデルはゲームボーイおよびゲームボーイカラーのゲームに対応しており、更新された「AGB」モデルではゲームボーイアドバンスのゲームパックもサポートしている。

### 64DD

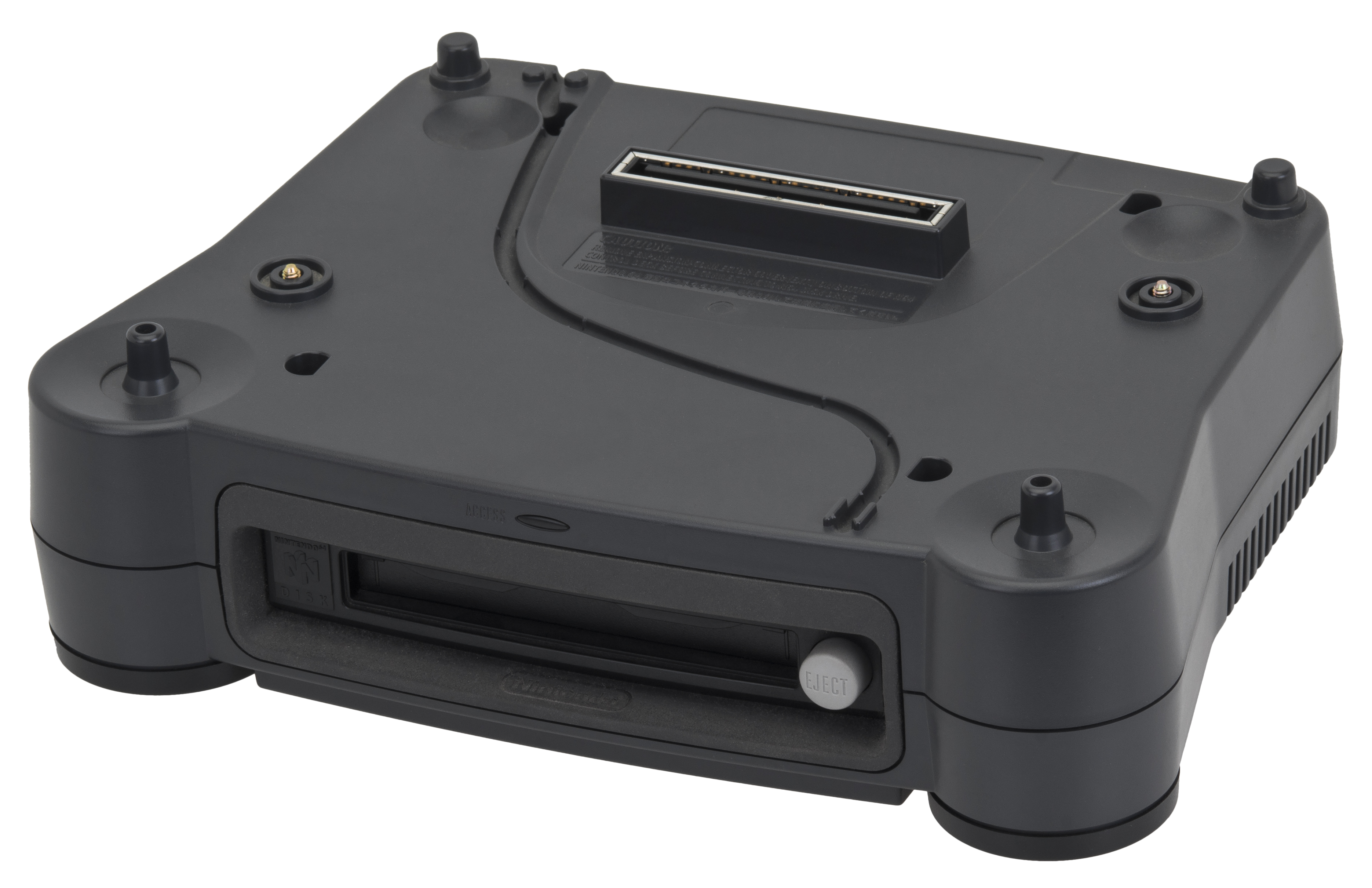
64DD（未接続の状態）

64DD（NUS-010）は、64MBのフロッピーディスクドライブであり、リアルタイムクロック、ROM内のフォントおよびオーディオライブラリ、その他のアクセサリーおよびカスタムゲームが付属している周辺機器である。この周辺機器は1995年に初めて発表され、1997年の発売が予定されていたが、何度も延期され、最終的に1999年12月に発売された。発売時には現在は廃止されたオンラインサービス「Randnet」とともに提供されたが、ゲームは合計9本しかリリースされず、商業的には失敗に終わり、日本国外では発売されなかった。  

### マウス

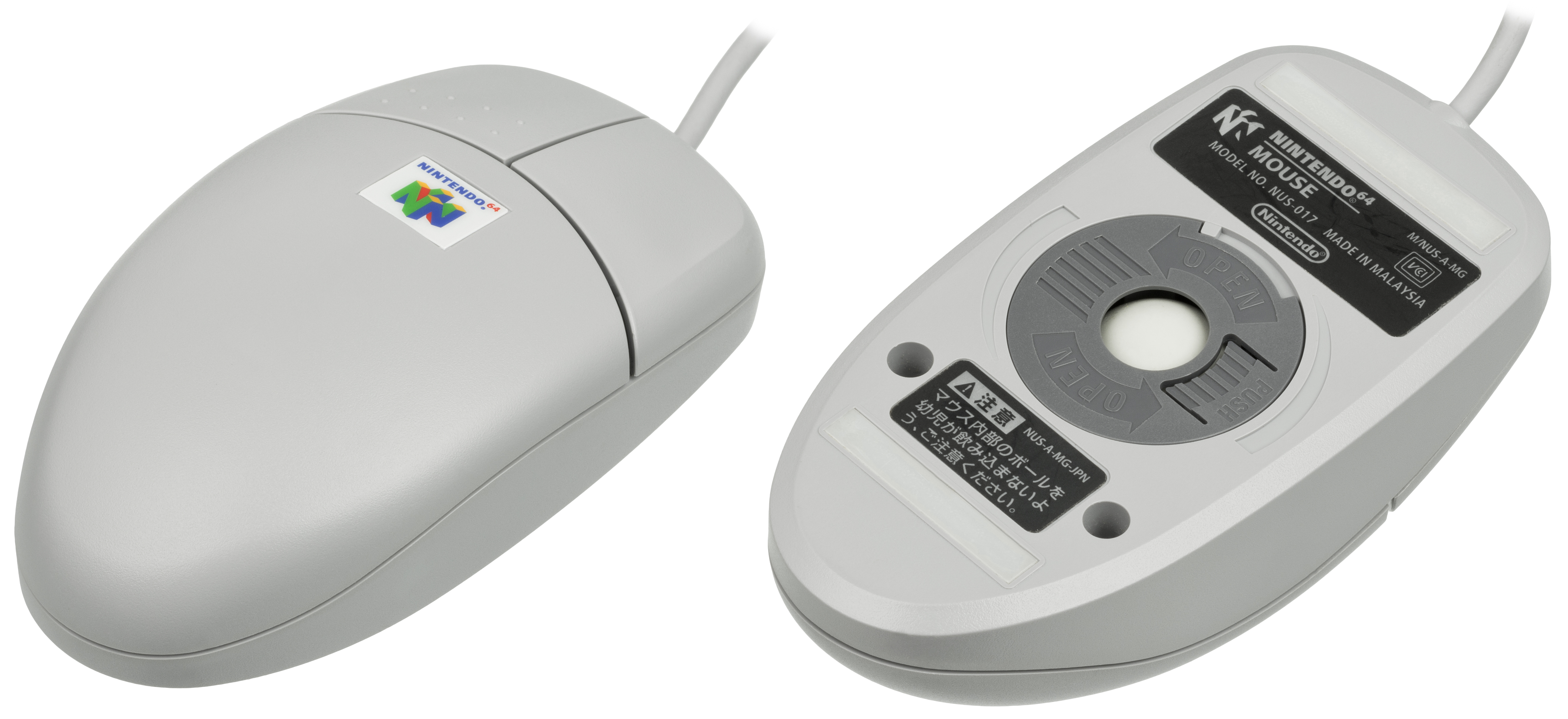
NINTENDO 64のマウス

マウス（NUS-017）は、64DDのGUIベースのゲームおよびアプリケーション、例えば「マリオアーティスト」シリーズ、「シムシティ64」、および任天堂の廃止されたオンラインサービスRandnet用のウェブブラウザ向けに開発された。このマウスはミツミ電機によって製造され、「マリオアーティスト ペイントスタジオ」という64DDのローンチタイトルとのバンドル版としてのみ発売された。このマウスは、64DDからゲームパックへの移行が行われたゲーム「マリオのふぉとぴー」でも動作する。

### VRU

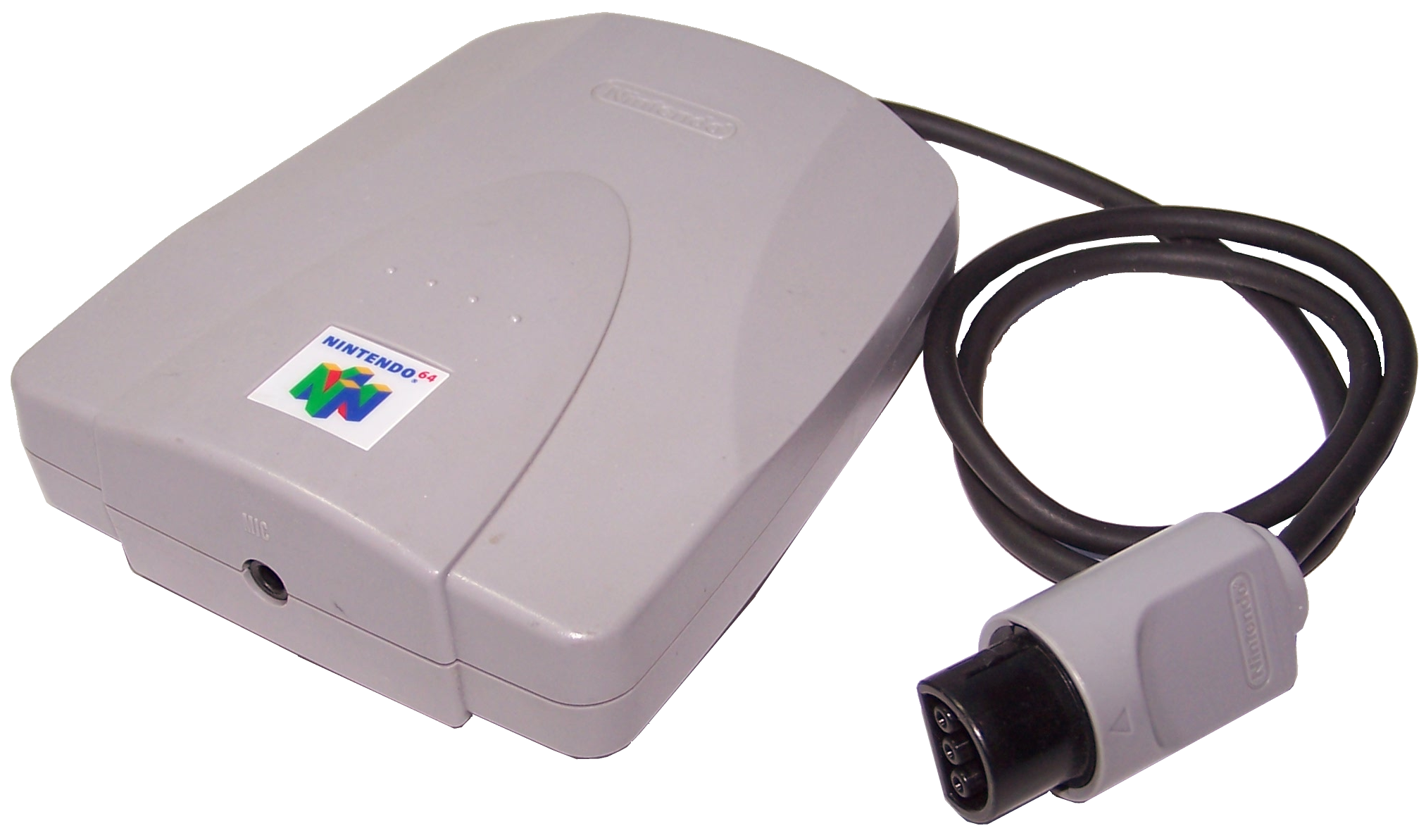
VRU（ボイスレコグニションユニット）

VRUまたはボイスレコグニションユニット（NUS-020、NUS-021、NUS-022、NUS-025）は、2つのゲームにのみ対応している。「ピカチュウげんきでちゅう」と「電車でGO!64」である。ピカチュウげんきでちゅうはVRUが同梱され、プレイに必須である。一方、電車でGO!64ではVRUは必須ではないが、パッケージに含まれている。  
VRUは、コントローラポート4に接続されるバラスト（NUS-020）、マイクロフォン（NUS-021）、マイクに取り付ける黄色いフォームカバー、クリップ（NUS-025、ピカチュウげんきでちゅうに同梱）またはハンズフリーで使用するためのプラスチック製ネックホルダー（NUS-022、「電車でGO!64」に同梱）で構成されている。VRUは、高音の声、特に子供の声を最適に認識するように調整されており、その他の声では認識が正確に行われない可能性が高い。  
VRUはリージョン依存性があり、異なるリージョンのVRUはゲームによって認識されない。VRU対応ゲームはEURリージョン（PAL、ヨーロッパ）では発売されていないため、EURリージョンのVRUは存在しない。Wii用には、類似のデバイスとしてWii Speakがある。  

### クリーニングキット
クリーニングキット（NUS-014、NUS-015、NUS-016）には、コントロールデッキ、コントローラ、ゲームパック、振動パック、コントローラパックのコネクタを掃除するための材料が含まれている。  

### RFスイッチとRFモジュレーター

NINTENDO 64およびゲームキューブ用RFアダプター

RFスイッチおよびRFモジュレーター（NUS-009およびNUS-003）は、NINTENDO 64およびモデル2のスーパーファミコン（NINTENDO 64の発売後に再設計されたもの）をRFを通じてテレビに接続するためのものである。これは、AVケーブルをサポートしていない古いテレビに主に使用される。RFスイッチ自体は、任天堂の以前のシステム（ファミリーコンピュータおよびスーパーファミコン）用にリリースされたRFスイッチと全く同じであり、必要に応じて交換が可能である。このセットは後にゲームキューブ用として再リリースされ、RF機能を追加する形となった。ゲームキューブ用のケーブルは、NINTENDO 64およびスーパーファミコンでも使用可能である。

### ユーロコネクタプラグ
ユーロコネクタプラグは、ヨーロッパ版コンソールに同梱されているアダプターであり、RCAコンポジットおよびステレオケーブルの入力をコンポジットSCARTに変換するものである。  

### ビデオキャプチャカセット
ビデオキャプチャカセット（NUS-028）は、マリオアーティスト64DDゲームシリーズ用のカートリッジである。このカートリッジの背面には、音声、映像、マイク入力端子が搭載されている。64DD用ゲームマリオアーティスト タレントスタジオと同梱されていた。  

### モデム
モデムカートリッジ（NUS-029）は、28.8 kbit/sまでの通信速度で接続でき、廃止されたRandnetサービスおよび対応する64DDゲームやウェブブラウザで使用された。  

### 電源ユニット
電源ユニット（NUS-002, UKV-EUR-AUS-JPN-USA）は、コントロールデッキおよび64DDに電力を供給するための装置である。  

### キーボード
コンパクトキーボードは、Randnetサービスおよび対応する64DDゲームのために設計されている。  

### スマートメディア

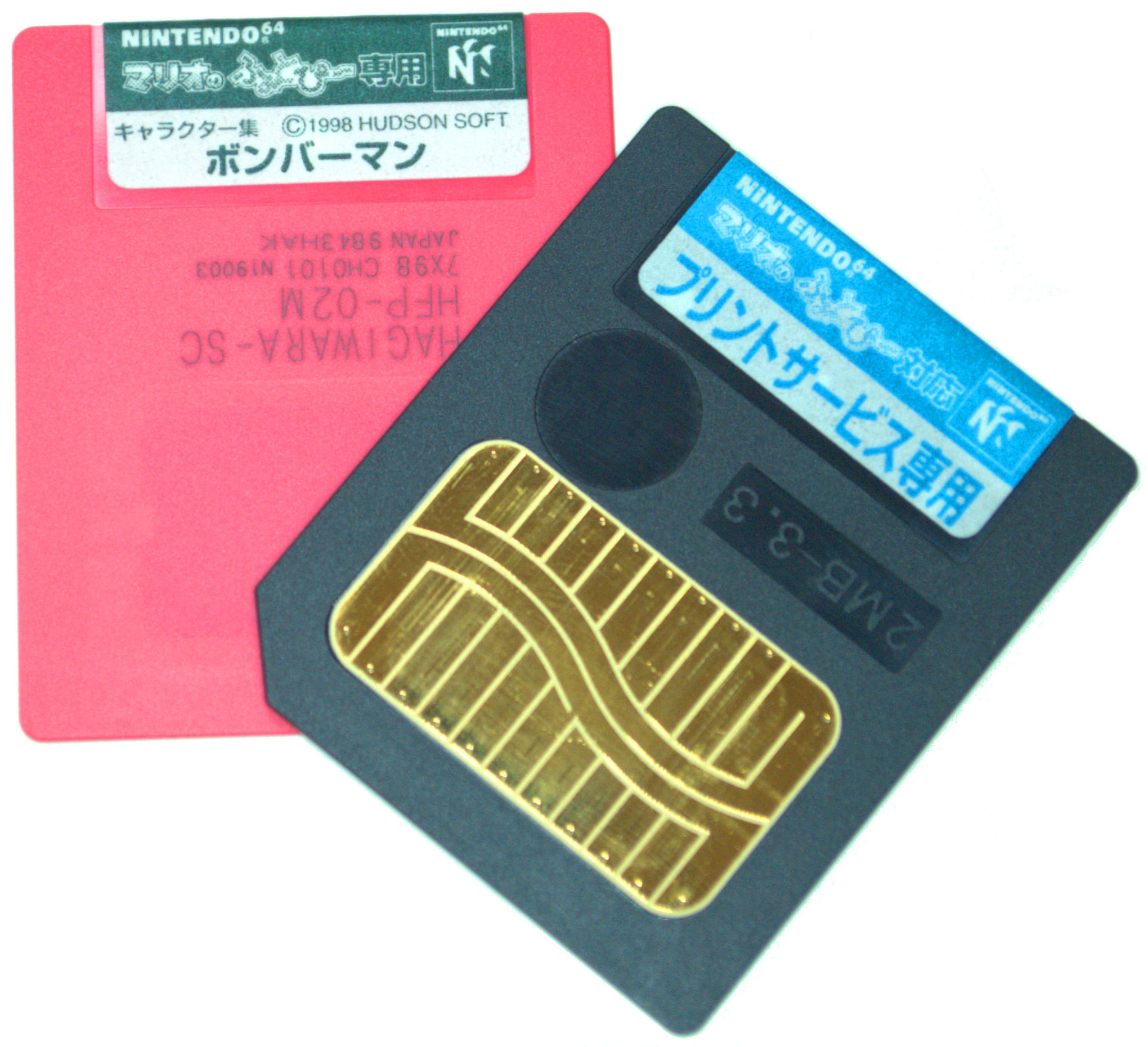
マリオのふぉとぴー用スマートメディアカード

マリオのふぉとぴー用のスマートメディアメモリーカードには、ユーザーの写真を編集するための画像、背景、枠線、その他のメディア素材が含まれている。  
少なくとも以下の10種類のカードが存在する：
- イラスト集 - ポストカード1
- イラスト集 - おもしろアクセサリー1
- キャラクター集 - ヨッシーストーリー
- キャラクター集 - シルバニアファミリー
- キャラクター集 - ボンバーマン
- キャラクター集 - ゼルダの伝説 時のオカリナ
- キャラクター集 - ひみつのアッコちゃん
- キャラクター集 - ハローキティ
- キャラクター集 - カードキャプターさくら
- キャラクター集 -メダロット

これらのカードはすべて、萩原シスコム社が製造した3.3V 2MBのスマートメディアメモリーカードである。「マリオのふぉとぴー」には、ユーザーが作成したデータを保存するための空スマートメディアのメモリーカードが同梱されていた。

## ライセンス品

### ASCIIWHEEL 64
ASCIIWHEEL 64は、アクセサリーポートを備えたドライビングゲーム用のステアリングホイール型の代替コントローラである。

### バイオセンサー

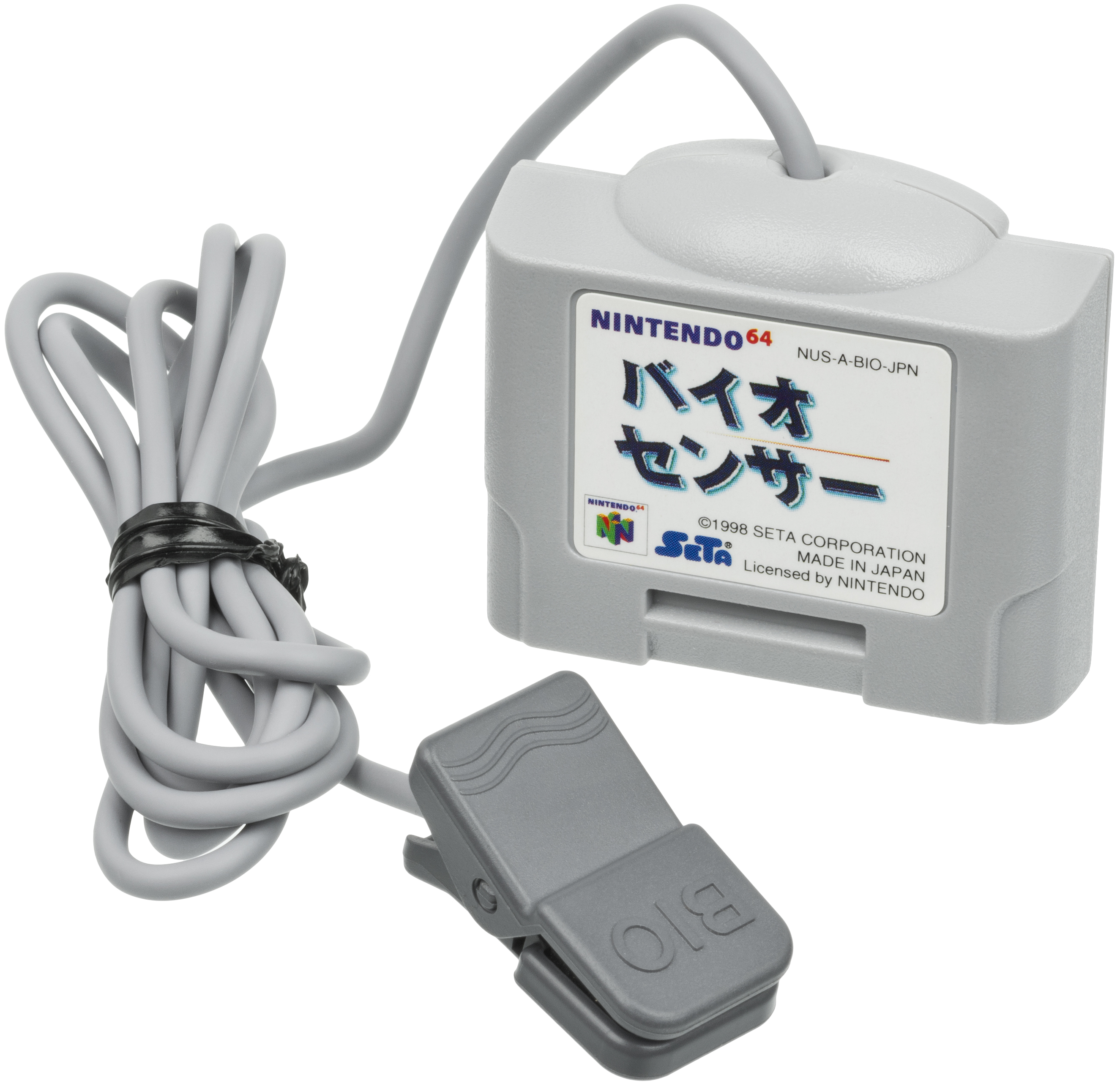
バイオセンサー

バイオセンサー（NUS-A-BIO-JPN）は、コントローラのコントローラパックのスロットに接続し、ユーザーの心拍数を測定するためのイヤークリップである。セタ社によって製造され、日本でのみ発売された。プレイヤーの心臓の鼓動の速さに応じて、より単純または複雑な形状が落下するように調整されている「テトリス64」とのみ互換性がある。このデバイスは、未発売のWiiバイタリティセンサーに類似している。

### つりコン64
つりコン64（ASC-0905）は、アスキー株式会社が製造した釣り用コントローラであり、日本で発売されたいくつかの釣りゲームに対応している。対応ゲームには、バスラッシュ - ECOGEAR Power Worm Championship、ぬし釣り64 ～潮風にのって～、糸井重里のバス釣りNo.1 決定版!などが含まれる。

### 電車でGO!64コントローラ
この列車用コントローラは、1つのゲーム、電車でGO!64にのみ対応している。このコントローラは、同シリーズの他のプラットフォーム（例：ドリームキャストやPlayStation）向けに作られたコントローラに類似している。このゲームはオプションでVRUをサポートしている。

### システムオーガナイザー
任天堂は、A.L.S. Industriesにライセンスを供与し、2種類の黒い木製システムオーガナイザーを製造した。どちらもプラスチック製の引き出しが付属し、NINTENDO 64のステッカーが貼られている。この引き出しには、NINTENDO 64のゲームカートリッジ、コントローラ、コントローラパックを収納できるスロットが設計されている。  

### トラベルアクセサリー
メッセンジャーバッグは、身体の左側に掛ける黒いバッグである。外側と内側にジッパー付きの収納スペースがあり、メッシュポケットにはいくつかのゲームやコントローラを収納できる。  
任天堂はまた、トラベルケースをライセンス供与して製造した。これは黒いバッグで、フロントには「NINTENDO 64」の名前が刺繍されている。フロントの2つのプラスチック製バックルでバッグを閉じる仕様になっている。このケースには、NINTENDO 64本体、コントローラ、ゲーム、アクセサリーを収納できる。また、標準的な黒いバックパックも製造され、バッグの上部にNINTENDO 64のロゴが入り、フロントにはジッパー付き収納スペースが備わっている。  

### カメラ
基本的な35mmカメラで、タイマーとフラッシュが付属している。公式カメラにはフロントにNINTENDO 64のロゴが配置されている。青やオレンジなど、さまざまな色で提供されている。

## 開発とバックアップ

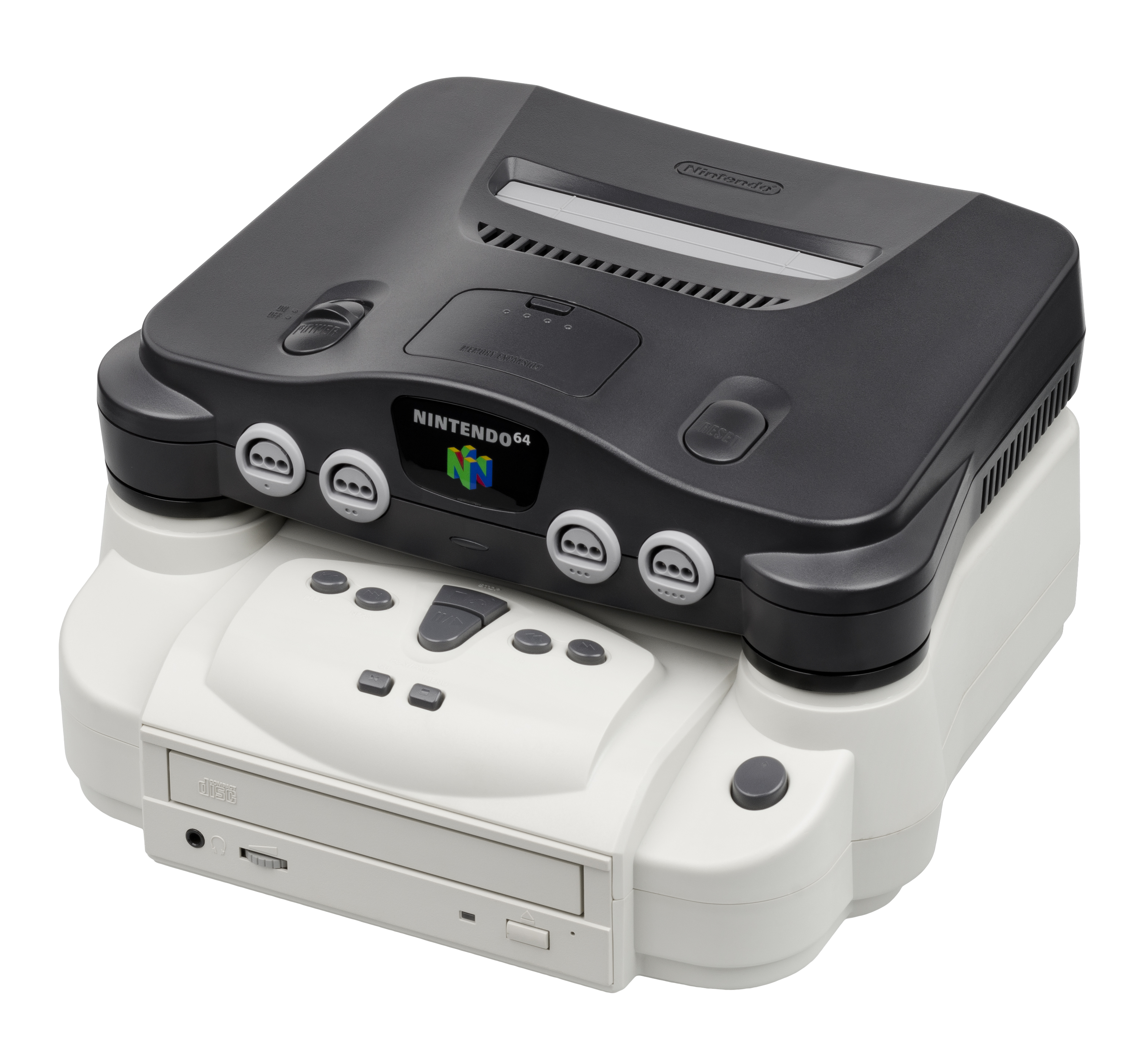
Doctor V64

NINTENDO 64ソフトウェアの初期開発環境は、SGIによって製造されたカードを含み、NINTENDO 64コンソールのほとんどの機能とソフトウェア開発キット（SDK）が含まれている。このカードはSGI Indyワークステーションに自己設置が可能である。
第2世代の開発環境は、通常のNINTENDO 64コンソールとPCを組み合わせ、フラッシュストレージを搭載したカートリッジ型デバイスとPCを接続するケーブルというモデルに移行している。NINTENDO 64はSN Systemsに正式ライセンスを付与し、「SN Systems開発キット」と「SN Maestro 64」という第2世代PCパートナー型SDKを製造し、Indyホスト型ハードウェアソリューションを置き換えている。非公式の開発キットにはIS-VIEWER 64やPartner 64が含まれ、「Monegi Smart Pack」はサードパーティー製のハードウェアとソフトウェアのコレクションであり、ゲームを動作させながらリアルタイムでの開発を可能にしている。
数十年間にわたり、多くの非ライセンスのサードパーティー製周辺機器が、NINTENDO 64の小売コンソール向けに消費者向けの代替ストレージメディアを提供している。これらは開発のため、あるいはユーザーがゲームカートリッジやセーブデータのバックアップを作成する目的で使用され、コンソールのセキュリティを回避している。Doctor V64はBung Enterprisesが設計し、1996年に発売されたCD-ROM周辺機器である。NINTENDO 64の下部拡張スロットに接続され、カートリッジスロットに挿入するためのロックアウトバイパスアダプターを備えている。このアダプターを通じてNINTENDO 64の市販カートリッジをプロキシとして使用できるようになっている。Doctor V64 Jr.はより安価なコンパクト版であり、カートリッジスロットに直接装着が可能で、PCとの並列ポート接続を提供している。BungはバッテリーバックアップEEPROMセーブデータ256件を保存できる「DX 256 Super Game Saver」や「DS1 Super Doctor Save Card」を製造している。「CD64」はUFO/Success Companyが開発したCD-ROMドライブである。「Mr. Backup Z64」はHarrison Electronics, Inc.が設計したZIPドライブ周辺機器であり、NINTENDO 64カートリッジの書き込み可能なバックアップを作成し、再生するために使用されている。最新の「Everdrive 64」や「ED64 Plus」、「N64 Neo Myth」、「64Drive」は、ROMイメージファイルの大量ストレージ用にSDカードを使用するか、データ転送用にPCへUSBケーブルで接続している。
DexDriveは小売消費者向け製品であり、NINTENDO 64のコントローラパックをPCのシリアルポートに接続するアダプターで、セーブデータの共有が可能である。

## 非公認品

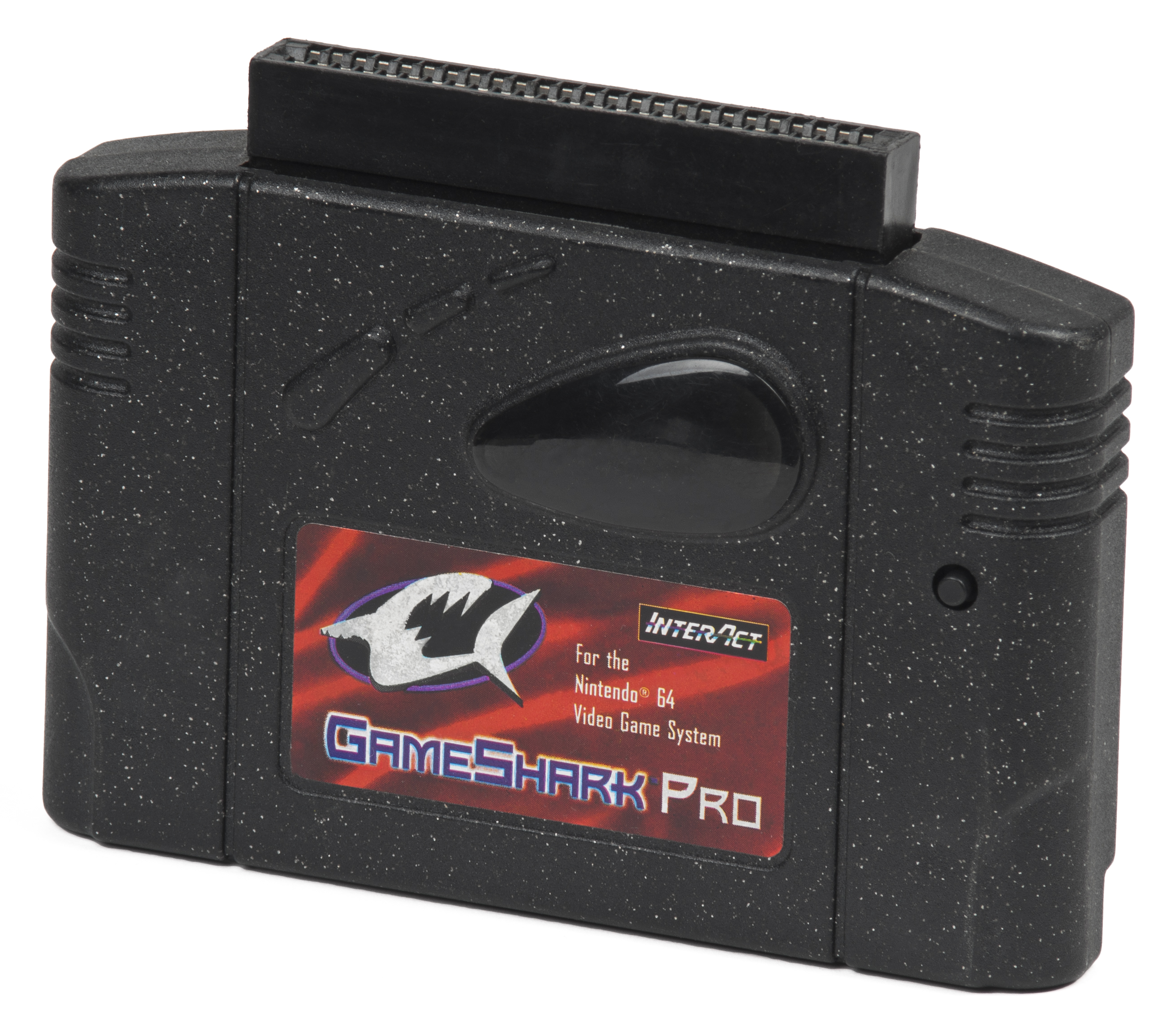
GameShark Pro

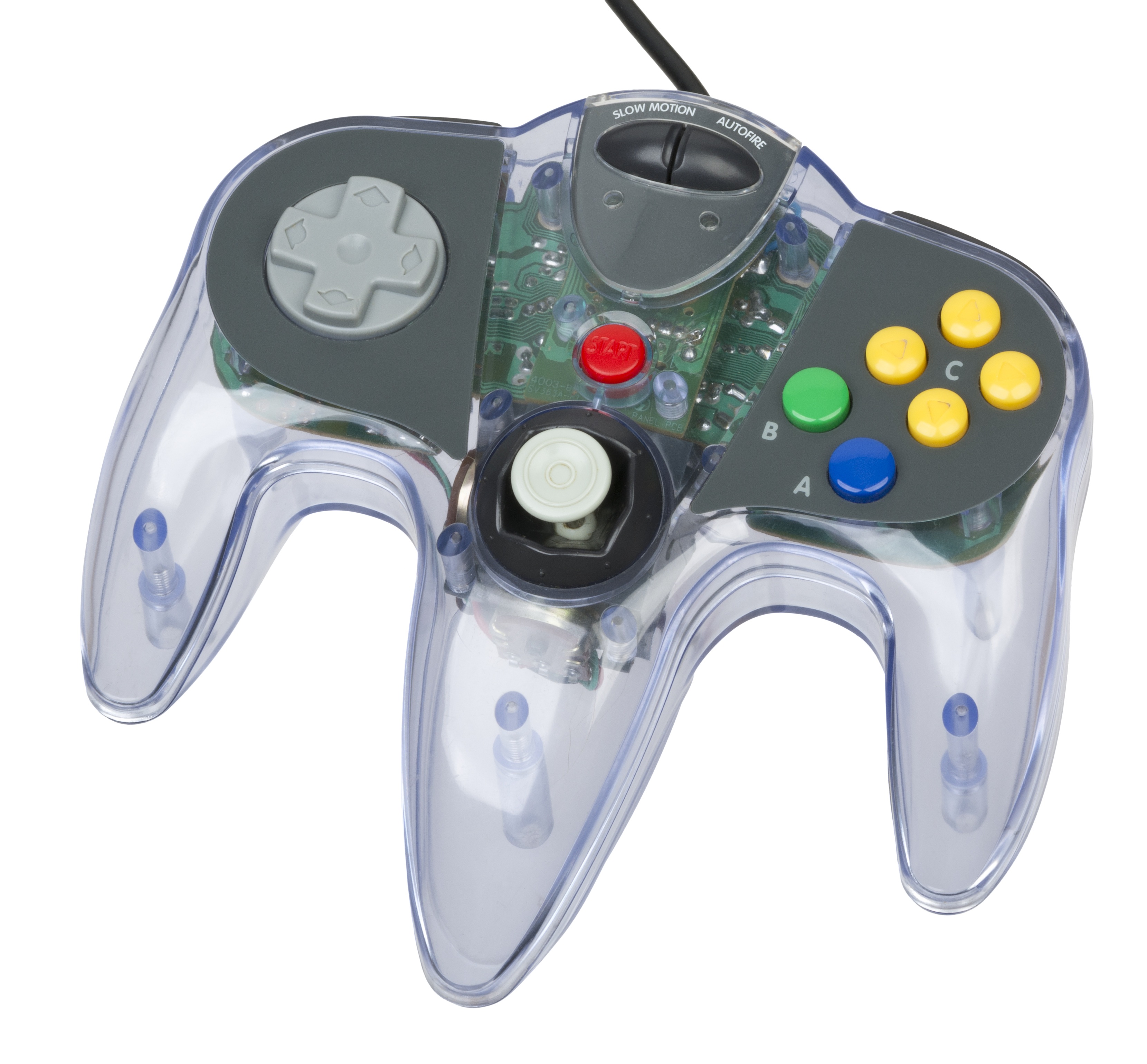
SharkPad Pro

- グローブコントローラは、Power Gloveに似た手袋型のコントローラで、通常のコントローラと同様にボタンが付いている。すべてのゲームで使用可能である。
- Tilt PakはPelican製の振動フィードバック機能とモーションセンサーを備えた周辺機器である。
- GameSharkは、ヨーロッパではAction Replayとして知られる非公認のチートデバイスであり、Game Genieに似ている。InterActによって2つのバージョンが作られた。最初のバージョンはLEDディスプレイと、未作成の拡張カード用スロットを備える。第2バージョン（「Pro」シリーズ、バージョン3.2以降）は、PCに接続してゲームをダウンロードするための並列ポートを背面に備えている。
- SharkWire Onlineは、モデムとPCスタイルのシリアルポートを備えたGameSharkである。これにより、メール送信やSharkWireの更新が、現在は廃止されたsharkwire.comのダイヤルインサービスを通じて可能であった。
- GB Hunterはゲームボーイプレイヤーであり、スーパーファミコン用スーパーゲームボーイに似ている。
- High-Rez Packは、Expansion Pakの廉価版であり、Mad Catzによって製造された[34]。冷却や通気が不十分で過熱問題が報告されており、品質も低いとされた[要出典]。
- N64 Passportは、ゲームのリージョンロックを回避するアダプター兼チートデバイスである。一部例外がある。
- Memory Card ComfortはSpeed-Link製のコントローラ拡張デバイスであり、スイッチによって選択可能な4つの独立したメモリアリア（それぞれ123ページ）を備えている。
- SharkPad ProはInterAct製のサードパーティ製コントローラであり、スローモーション機能とオートファイア機能を備えている。
- Tremor Pakはサードパーティ製の振動拡張デバイスであり、独自の拡張ポートを備えているため、他のアクセサリーも同時に使用可能である[35]。
- Nyko製のHyper Pak Plusは内部メモリと振動機能を備えている[36]。
- Advanced ControllerはMad Catz製のゲームパッドであり、NINTENDO 64標準コントローラと同じ形状と操作を持ち、さらにターボボタンを搭載している[37][38]。
- Mad Catz Steering Wheelは、アナログステアリングホイール（270度回転可能）、2つのフットペダル、シフトレバーで構成されている[37][38]。
- Power WheelはGame Source製のステアリングホイールで、フットペダルモジュールが付属している[39]。
- V3 Racing WheelはInterAct製のステアリングホイールであり、フットペダル、振動機能、Memory Card用の拡張ポートを備えている。振動パックはサポートしていない[40]。
- Flight Force Pro 64はInterAct製のフライトスティックである[41]。
- Arcade SharkはInterAct製のアーケードスタイルのジョイスティックであり、スローモーションボタンとオートファイアボタンを搭載している[38]。
- Tristar 64は、NINTENDO 64でファミコンとスーパーファミコンのゲームをプレイ可能にするサードパーティ製アダプターである。カートリッジスロットが3つに増設されている。
- InterActは2つのNINTENDO 64用ライトガンを準備していたが、ライトガン対応ゲームが全くなかったため発売されなかった[42]。
- Forever Pak 64は4Layer Technologiesによって開発されたメモリーカードである。256キロビットのストレージを提供しており、公式のコントローラパックとは異なり不揮発性メモリを使用しているためデータが半永久的に保持される[43]。